# Hans-Jürgen Fischer
Hans-Jürgen Fischer (* 29. Januar 1966 in Freigericht) ist ein deutscher Tischtennisspieler. Er ist mehrfacher Nationalspieler und langjähriger Bundesligaspieler. Zweimal wurde er Deutscher Vizemeister im Doppel.
Ab der Saison 2012/13 spielt er für TG 1860 Obertshausen in der Oberliga.

## Biografie
Sein erster Erfolg war die deutsche Jugend-Vizemeisterschaft im Doppel 1983 mit Jörg Windirsch. 1986 wurde er erstmals Hessenmeister. Diesen Titel holte er noch viermal: 1997, 1998, 1999 und 2001. Bei den Nationalen Deutschen Meisterschaften belegte er im Einzel 1989 und 1994 Platz 3. 1988 und 1993 wurde er im Doppel jeweils mit Thomas Roßkopf Vizemeister.
In den Bundesranglistenturnieren TOP-12 / TOP-16 kam Fischer 1993 auf Platz 2, 1989, 1990 und 1994 wurde er Dritter. Mit dem TTC Grenzau gewann er 1987 die deutsche Mannschaftsmeisterschaft, 1993 wurde er mit PSV Telekom Mühlheim Vizemeister. 1991 wurde er mit TTC Jülich Europapokalsieger.
1989 wurde er für die Weltmeisterschaft nominiert, 1992 vertrat er Deutschland bei der Europameisterschaft. Danach trat er aus der Nationalmannschaft zurück.

## Vereine
- TSC Neuses
- TSC Freigericht
- TTC Heusenstamm (1983–1985)[2]
- FTG Frankfurt (1985–1986)[3]
- TTC Grenzau (1986–1987)[4]
- TTC Jülich (ab 1987)
- TSV Milbertshofen (1990–1992)
- PSV Telekom Mühlheim (1992–1996)
- TTV Gönnern (1996–1997)
- TTC Rhön-Sprudel Fulda-Maberzell (1997–1998)
- TTC Salmünster (1998–1999)
- TTC Rhön-Sprudel Fulda-Maberzell (1999–2000)
- Freigericht-Neuses (2000–2003)
- TTC Rhön-Sprudel Fulda-Maberzell (2003–2012)
- TG 1860 Obertshausen (2012–2016)
- TTC Rhön-Sprudel Fulda-Maberzell (seit 2016)

## Privat
Hans-Jürgen Fischer hat noch zwei Brüder und eine Schwester: Markus (* 1961) und Ernst (* 1972) qualifizierten sich für Jugend-Europameisterschaften. Sylvia (* 1963)
Zusammen mit Ernst spielt er im vorderen Paarkreuz in der Oberliga.

## Turnierergebnisse
| Verband | Veranstaltung     | Jahr | Ort      | Land | Einzel    | Doppel | Mixed      | Team |
| ------- | ----------------- | ---- | -------- | ---- | --------- | ------ | ---------- | ---- |
| FRG     | Weltmeisterschaft | 1989 | Dortmund | FRG  | letzte 64 | Qual   | letzte 128 |      |